# Замок Дункеррон

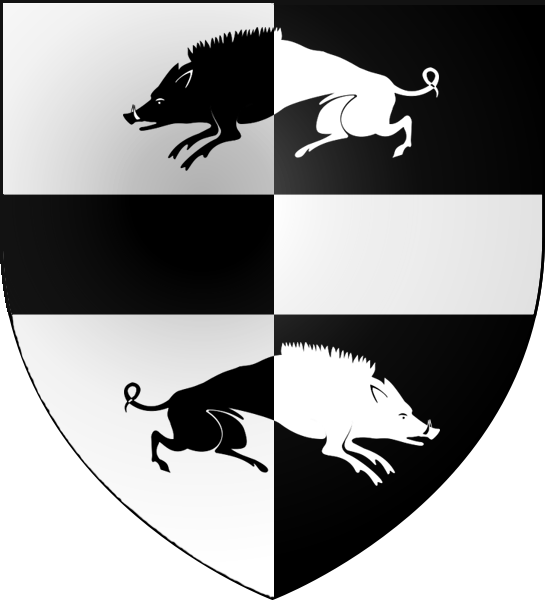
Герб вождів клану О'Салліван.

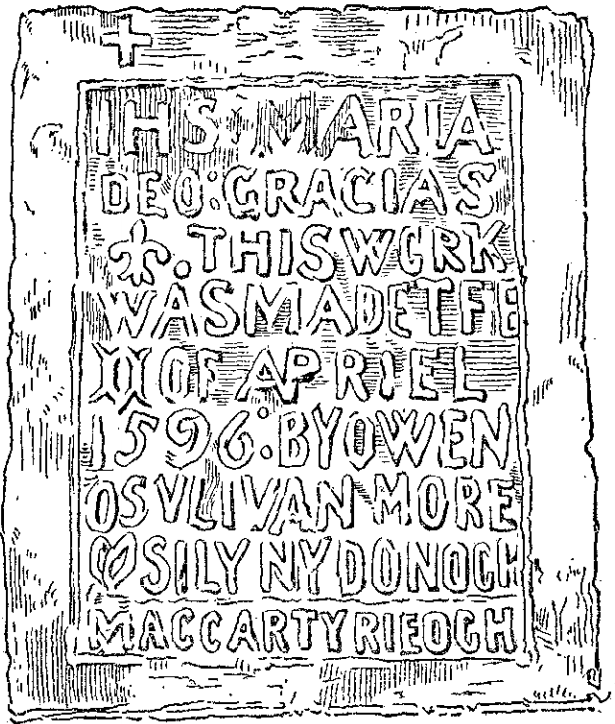
Меморіальна дошка на замку Дункеррон 1596 року.

Замок Дункеррон (англ. Dunkerron Castle, ірл. Caisleán Dún Ciarán) — замок Данкеррон, замок Дун-Кіаран, Фортеця Кіарана — один із замків Ірландії, розташований в графстві Керрі, в селищі Темпленоу, недалеко селища Кенмар. Замок був збудований ірландським кланом О'Салліван Мор у XVI столітті. Замок баштового типу, збудований у норманському стилі, являє собою башту висотою 4 поверхи. Нині замок лежить в руїнах.

## Історія замку Дункеррон
Перший замок Дункеррон був побудований в ХІІІ столітті на вапняковій скелі, але потім був перебудований в XVI столітті. Ця споруда дійшла до нашого часу. Нинішню споруду збудував у XVI столітті Оуен О'Салліван після того як він став вождем клану О'Салліван і назвав себе і свій клан «Великий О'Салліван» — О'Салліван Мор. Збереглася кам'яна меморіальна дошка 1596 року виготовлення, де записано як замок Дункеррон пов'язаний з кланами О'Салліван Мор та Мак Карті Рег. Замок був резиденцією вождів клану О'Салліван.
У XVII столітті вождь клану О'Салліван переїхав до замку Каппанакуш. Антиквар Семуель Льюїс писав, що ці замки були захистом і оплотом вождів клану О'Салліван Мор. У цих замках клан О'Салліван тримав оборону під час повтання за незалежність Ірландії і придушення його Олівером Кромвелем в 1641—1652 роках. Після придушення повстання землі та замку були конфісковані в клану О'Салліван. Замок Дункеррон був дарований Олівером Кромвелем своєму офіцеру Вільяму Петті. Клан О'Салліван пізніше намагався повернути собі ці землі та замки, але безуспішно.
У ХІХ столітті писали, що замок Дункеррон перебуває в руїнах. Власники замку переїхали жити в новий будинок, збудований в вікторіанському стилі, що називався Дункеррон-хаус.
Одним із останніх вождів клану О'Салліван Мор був Донал О'Салліван, що помер 16 квітня 1754 року не лишивши нащадків. Він носив титул «Принц Дункеррона». Цей титул помер разом з ним. Британська монархія свавільно дарувала титул барона Дункеррон Джону Петті, що був шерифом Керрі з 1732 року і був нащадком кромвелівського офіцера Вільяма Петті. Такий в Ірландії називали «виродки Кромвеля» і вважали, що їх титули повинні по праву належати вождям ірландських кланів.